# تصرف عباس‌آباد
محاصره عباس آباد  محاصره و تسخیر قلعه عباس آباد توسط نیروهای روس در جریان جنگ ایران و روسیه بود.

## علت
در مارس ۱۸۲۷، فرمانده پیاده‌نظام پاسکویچ به فرماندهی سپاه قفقاز پیوست و فرماندهی سرزمین قفقاز را به عهده گرفت.
در آوریل ۱۸۲۷، با محاصره ایروان، پاسکویچ به سمت ارس حرکت کرد تا نخجوان، قلعه عباس‌آباد و خانات نخجوان را در دست بگیرید و از این طریق پادگان ایروان را از فرصت دریافت هرگونه کمک از این طرف محروم کند. برای کارزار انتخاباتی در نخجوان ۱۴ گردان، ۱۴ جوخه، ۶ هنگ قزاق و ۴۲ اسلحه تعیین شد.
در تاریخ ۲۱ ژوئن، نیروهای اصلی در یک عملیات پیچیده لشکر کشی کردند و چند روز بعد، بدون درگیری، نخجوان را اشغال کردند. برای اینکه در هنگام حمله به تبریز قلعه دشمن در ارتباطات خود باقی نماند، پاسکویچ مجبور شد عباس‌آباد را به دست بگیرد. یک عامل دیگر توانایی فریب دادن عباس میرزا بود که با ارتش خود در اردوگاهی مستحکم در ارس در ۵۶ مایلی جنوب قلعه ایستاده بود، در صورت عجله به کمک قلعه محاصره شده، با ارتش خود.

## محاصره قلعه
پس از شناسایی در ۱۳ ژوئیه، محاصره عباس‌آباد آغاز شد، سنگرهای محاصره باز شد و چندین توپ ساخته شد. در ۱۵ ژوئیه، توپخانه استراحت در حصار سنگی قلعه. در تاریخ ۱۶ ژوئیه، کار محاصره با ۱۶۵ پله به قلعه نزدیک شد، اما پاسکویچ اخباری دریافت کرد که عباس میرزا با یک ارتش ۴۰ هزار نفری برای کمک به محاصره در حرکت بود و کار محاصره متوقف شد. پاسکویچ با گذاشتن ۳٫۵ گردان و ۲۸ اسلحه برای پوشش محاصره و محافظت از انبارها در نخجوان، تصمیم گرفت با همه نیروهای دیگر (کل سواره نظام، ۸ گردان پیاده‌نظام و چند قبضه اسلحه) جلو برود و به صورت مستقیم به دشمن حمله کند.

## عواقب بعدی
روسها ۲۷۰۰ اسیر و ۲۳ اسلحه را غارت کردند. تسخیر قلعه باعث شد روسیه بتواند جایگاهی در خانات نخجوان بدست آورد. گریبوادوف برای شروع مذاکرات صلح اعزام شد. دولت روسیه در نخجوان معرفی شد، قدرت نظامی و اداری منطقه به دست فرمانده عباس‌آباد متمرکز شده بود که به سرلشکر دمیتری اوستن-ساکن منصوب شد.
پس از جنگ، سلاح‌های غارت شده در قلعه عباس‌آباد توسط نیکلای یکم به ولیعهد عباس میرزا اهدا شد.
پس از آن، این قلعه متروکه و فروپاشی شد. ویرانه‌های این قلعه تا دهه ۱۹۷۰ باقی مانده بود، هنگامی که در هنگام ساخت سد ارس احیا شدند.